# Oniontown
Oniontown – ulica i społeczność w hrabstwie Dutchess w stanie Nowy Jork, w Stanach Zjednoczonych, położona 1,5 mili na południe od Dover Plains, w mieście Dover. Jest częściowo znana z historycznie nieprzyjaznego nastawienia jej mieszkańców wobec obcych.
W 1947 roku reporter International News Service, James L. Kilgallen, udał się do Oniontown i napisał trzy artykuły o tym miejscu, w tym: „Escape from Atomic Age: Real Life Tobacco Road 100 Miles from Broadway”.
Oniontown przez krótki czas stało się tematem uwagi mediów w 2008 roku, gdy szyderczy film o tej okolicy opublikowany na YouTube doprowadził do ataków na przyjezdnych.